# Бранислав Хрњичек
Бранислав Хрњичек „Хрња“ (рођен 5. јуна 1908. у Београду, Краљевина Србија — преминуо 2. јула 1964. у Београду, СФРЈ) је бивши југословенски фудбалер и фудбалски тренер. Играо је по левој страни, најчешће на позицији левог крила, а понекад и леве полутке.
Чешког презимена, по мајци Милици, унук је Љубице Милошевић рођене Хаџи-Поповић, ћерке Николе Хаџи-Поповића по коме се крај Београда зове Хаџипоповац и Катарине Хаџи-Поповић, сестре Анастаса Јовановића.
Фудбал је почео да игра 1923. у подмлатку београдске Југославије. Првотимац је постао 1927, да би потом 1930. прешао у БАСК, за који је наступао две сезоне. У свој претходни клуб, Југославију се вратио 1932. и у њој је остао све до 1935. када је окончао своју каријеру. За клуб у којем је поникао и завршио каријеру, одиграо је укупно 102 званичне утакмице и постигао 82 гола. Остао је упамћен не само по својој фудбалској вештини него и по томе што је био изузетно пргав играч склон неспортском понашању.
За селекцију Београда одиграо је десет утакмица. За репрезентацију Југославије одиграо је укупни пет мечева и једном је био стрелац. Дебитовао је 6. октобра 1929. против Румуније (1-2) у Букурешту, на утакмици одиграној за Балкански куп. Једини гол је постигао 13. априла 1930. на пријатељској утакмици против Бугарске (6-1). Био је учесник Светског првенства 1930. у Уругвају, али није наступио ни на једном мечу. Последњи пут је за репрезентацију наступио одмах након тог Светског првенства, у пријатељском мечу са Аргентином 3. августа 1930. у Буенос Ајресу.
Након завршетка играчке каријере, бавио се тренерским послом. Дуго је радио у Израелу. Преминуо је изненада у 56. години када се спремао за одлазак у Немачку, где је требало да настави свој тренерски посао.